# Lucas (Ohio)
Lucas es una villa ubicada en el condado de Richland en el estado estadounidense de Ohio. En el Censo de 2010 tenía una población de 615 habitantes y una densidad poblacional de 344,63 personas por km².

## Geografía
Lucas se encuentra ubicada en las coordenadas 40°42′13″N 82°25′28″O / 40.70361, -82.42444. Según la Oficina del Censo de los Estados Unidos, Lucas tiene una superficie total de 1.78 km², de la cual 1.78 km² corresponden a tierra firme y (0.15%) 0 km² es agua.

## Demografía
Según el censo de 2010, había 615 personas residiendo en Lucas. La densidad de población era de 344,63 hab./km². De los 615 habitantes, Lucas estaba compuesto por el 98.05% blancos, el 0.33% eran afroamericanos, el 0% eran amerindios, el 0% eran asiáticos, el 0% eran isleños del Pacífico, el 0% eran de otras razas y el 1.63% pertenecían a dos o más razas. Del total de la población el 0% eran hispanos o latinos de cualquier raza.